# Чонкич, Тунде
Тунде Чонкич (венг. Csonkics Tünde; 20 сентября 1958) — венгерская шахматистка, гроссмейстер среди женщин (1990), международный арбитр ФИДЕ (1992).

## Биография
В 1979 году в Наленчуве победила на международном шахматном турнире среди женщин. В 1981 году в Нови-Саде поделила третье место на международном шахматном турнире среди женщин. В 1991 году в Суботице участвовала в межзональном турнире розыгрыша чемпионата мира по шахматам среди женщин, в котором заняла 27-е место. В 1995 году завоевала серебряную медаль на чемпионате Венгрии по шахматам среди женщин.
Представляла сборную Венгрию на шахматных олимпиадах, в которых участвовала четыре раза (1980—1982, 1992—1994). В командном зачете завоевала две серебряные (1980, 1994) и бронзовую (1982) медаль.
Начиная с 2002 года редко участвует в шахматных турнирах.